# 管传埰
管传埰（1916年9月22日—），字亚公，安徽霍邱人，中华民国外交官。
管传埰早年毕业于国立中央大学外交系。1943年进入外交部工作，历任人事处第一科科员、荐任科员，中华民国驻英国大使馆随员、三等秘书、二等秘书等。1949年随国民政府赴台，任教于淡江英文专科学校。此后又历任外交部条约司专员、机要室第二科科长，中华民国驻梵蒂冈大使馆一等秘书，驻法国大使馆一等秘书，驻南越大使馆一等秘书、参事等。1963年出任中华民国驻法属大溪地总领事，后调任外交部情报司副司长、简任秘书。1969年至1971年间出任中华民国驻卢旺达大使。返台后任外交部主任秘书，1986年起退休。